# Jüdischer Friedhof (Grevenstein)

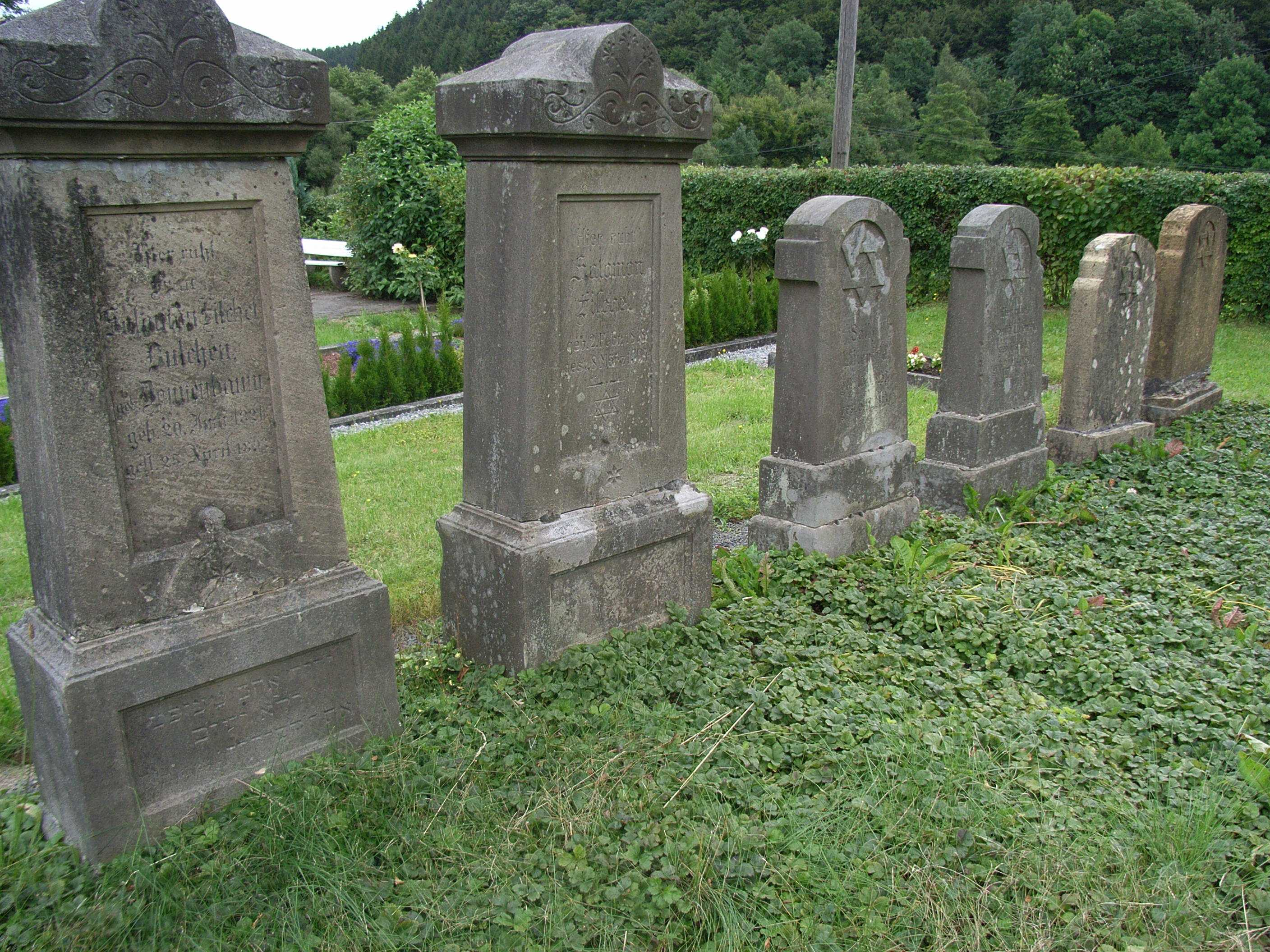
Jüdischer Friedhof in Grevenstein

Der Jüdische Friedhof in Grevenstein, einem Stadtteil der Stadt Meschede im Hochsauerlandkreis in Nordrhein-Westfalen, wurde Ende des 19. Jahrhunderts innerhalb des christlichen Friedhofs angelegt. Er liegt östlich der Landstraße nach Wenholthausen. 
Auf dem jüdischen Friedhof befinden sich sechs Grabsteine. 